# Veľké Rovné
Veľké Rovné (in ungherese Nagyróna) è un comune della Slovacchia facente parte del distretto di Bytča, nella regione di Žilina.